# Load (rymdmått)
Load är ett brittiskt rymdmått av varierande storlek, bland annat för timmer = 50 kubikfot = 1.415,8 liter.
Load förekommer även som viktmåt = 252 pound = 104, 3 kilo.